# عاقول إغريقي
العاقول الإغريقي ويعرف اختصاراً بالعاقول نوع نباتي يتبع جنس العاقول من الفصيلة البقولية.

## الموئل والانتشار
موطنه معظم مناطق الوطن العربي (المشرق العربي والجزيرة العربية ووادي النيل والمغرب العربي) وتركيا واليونان وقبرص.
في السعودية، ينتشر العاقول في المنطقة الوسطى ويوجد بكميات قليلة في المناطق الشرقية والشمالية.

## الوصف النباتي
نبات عشبي شوكي معمر دائم الخضرة. يصل ارتفاع النبات إلى 60 سم. الزهرة صغيرة حمراء قرمزية تخرج من جوانب الأشواك، الثمرة قرنية داكنة اللون اسفنجية يظهر عليها تخصرات بين مواقع البذور، ينمو النبات في المنطقة الوسطى في المملكة.